# I'm Outta Time
"I'm Outta Time" foi escrita pelo cantor Liam Gallagher e é o vigésimo oitavo single da banda britânica Oasis e segundo do seu sétimo álbum Dig Out Your Soul de 2008.

## Paradas musicais
| País/Parada (2008)                            | Melhor posição |
| --------------------------------------------- | -------------- |
| Áustria (Ö3 Austria Top 75)                   | 62             |
| Bélgica (Ultratip Bubbling Under de Flandres) | 6              |
| Bélgica (Ultratip Bubbling Under da Valônia)  | 14             |
| França (SNEP)                                 | 48             |
| Alemanha (Offizielle Deutsche Charts)         | 62             |
| Escócia (Scottish Singles Chart)              | 1              |
| Reino Unido (UK Singles Chart)                | 12             |
| Reino Unido (OCC UK Indie)                    | 1              |